# Pseudopaludicola
Pseudopaludicola – rodzaj płazów bezogonowych z podrodziny Leiuperinae w rodzinie świstkowatych (Leptodactylidae).

## Zasięg występowania
Rodzaj obejmuje gatunki występujące w północnej i środkowej Ameryce Południowej (Kolumbia, Wenezuela, Gujana, południowo-zachodni Surinam, północno-wschodnie Peru, wschodnia Boliwia, Paragwaj, znaczna część Brazylii, północno-wschodnia i środkowa Argentyna oraz Urugwaj).

## Systematyka

### Etymologia
Pseudopaludicola: gr. ψευδος pseudos „fałszywy”; rodzaj Paludicola Wagler, 1830.

### Podział systematyczny
Do rodzaju należą następujące gatunki:

- Pseudopaludicola ameghini (Cope, 1887)
- Pseudopaludicola atragula Pansonato, Mudrek, Veiga-Menoncello, Rossa-Feres, Martins & Strüssmann, 2014
- Pseudopaludicola boliviana Parker, 1927
- Pseudopaludicola canga Giaretta & Kokubum, 2003
- Pseudopaludicola ceratophyes Rivero & Serna, 1985
- Pseudopaludicola coracoralinae Andrade, Haga, Lyra, Carvalho, Haddad, Giaretta & Toledo, 2020
- Pseudopaludicola facureae Andrade & Carvalho, 2013
- Pseudopaludicola falcipes (Hensel, 1867)
- Pseudopaludicola florencei Andrade, Haga, Lyra, Leite, Kwet, Haddad, Toledo & Giaretta, 2018
- Pseudopaludicola giarettai Carvalho, 2012
- Pseudopaludicola hyleaustralis Pansonato, Morais, Ávila, Kawashita-Ribeiro, Strussmann & Martins, 2012
- Pseudopaludicola ibisoroca Pansonato, Veiga-Menoncello, Mudrek, Jansen, Recco-Pimentel, Martins & Strüssmann, 2016
- Pseudopaludicola jaredi Andrade, Magalhães, Nunes-de-Almeida, Veiga-Menoncello, Santana, Garda, Loebmann, Recco-Pimentel, Giaretta & Toledo, 2016
- Pseudopaludicola javae Silva, Andrade, Painkow, Dantas, Haga & Garda, 2023
- Pseudopaludicola jazmynmcdonaldae Andrade, Silva, Koroiva, Fadel & Santana, 2019
- Pseudopaludicola llanera Lynch, 1989
- Pseudopaludicola matuta Andrade, Haga, Lyra, Carvalho, Haddad, Giaretta & Toledo, 2018
- Pseudopaludicola mineira Lobo, 1994
- Pseudopaludicola motorzinho Pansonato, Veiga-Menoncello, Mudrek, Jansen, Recco-Pimentel, Martins & Strüssmann, 2016
- Pseudopaludicola murundu Toledo, Siqueira, Duarte, Veiga-Menoncello, Recco-Pimentel & Haddad, 2010
- Pseudopaludicola mystacalis (Cope, 1887)
- Pseudopaludicola pocoto Magalhães, Loebmann, Kokubum, Haddad & Garda, 2014
- Pseudopaludicola pusilla (Ruthven, 1916)
- Pseudopaludicola restinga Cardozo, Baldo, Pupin, Gasparini & Haddad, 2018
- Pseudopaludicola saltica (Cope, 1887)
- Pseudopaludicola ternetzi Miranda-Ribeiro, 1937